# Kraussia speciosa
Kraussia speciosa là một loài thực vật có hoa trong họ Thiến thảo. Loài này được Bullock mô tả khoa học đầu tiên năm 1931.